# Clintamraceae
Clintamraceae är en familj av svampar. Clintamraceae ingår i ordningen Ustilaginales, klassen Ustilaginomycetes, divisionen basidiesvampar och riket svampar.
|               | Melanotaeniaceae            |
|               |                             |
|               | Geminaginaceae              |
|               |                             |
| Clintamraceae | \| \| Clintamra \| \| \| \| |
|               | \| \| Clintamra \| \| \| \| |
|               | Cintractiellaceae           |
|               |                             |
|               | Anthracoideaceae            |
|               |                             |
|               | Uleiellaceae                |
|               |                             |
|               | Ustilaginaceae              |
|               |                             |
|               | Websdaneaceae               |
|               |                             |
|               | Endothlaspis                |
|               |                             |
|               | Clintamra                   |
|               |                             |

|  | Clintamra |
|  |           |